# Feldbahn Chinampo–Pjöngjang
| Feldbahn Chinampo–Pjöngjang                                     |        |           |           |
| Streckenlänge:                                                  | 88 km  |           |           |
| Spurweite:                                                      | 533 mm |           |           |
|                                                                 |        |           |           |
| \| \| \| Chinampo \| \| \| \| \| \| \| \| \| \| Pjöngjang \| \| |        |           |           |
| Kopfbahnhof Streckenanfang (Strecke außer Betrieb)              |        | Chinampo  | Chinampo  |
| Strecke (außer Betrieb)                                         |        |           |           |
| Kopfbahnhof Streckenende (Strecke außer Betrieb)                |        | Pjöngjang | Pjöngjang |

Die Feldbahn Chinampo–Pjöngjang war eine 88 Kilometer lange handbetriebene Schmalspurbahn von Chinampo (heute: Nampo) nach Pjöngjang in Korea (Chōsen). 

## Betrieb
Die Bahnstrecke wurde vom japanischen Militär im Februar 1895 mit einer Spurweite von 21 Zoll (533 mm) erbaut und fertiggestellt, um mit von Hand geschobenen Wagen Nachschub und Personen zu befördern. Sie wurde, kurz nachdem sie als wohl erste Bahnstrecke Koreas fertiggestellt und in Betrieb genommen worden war, wieder stillgelegt und demontiert.